# Peter et David Paul
Les frères jumeaux Peter et David Paul, nés le 8 mars 1957 à Hartford, sont des acteurs américains.
Ils sont principalement connus pour avoir joué les rôles de Kutchek et Gore dans Les Barbarians, un nanar de fantasy italo-américain réalisé par Ruggero Deodato, et sorti en 1987. 
En 1988, ils font une brève apparition dans le clip « Devil Inside » d'INXS. 
David Paul meurt dans son sommeil le 6 mars 2020, 2 jours avant son 63e anniversaire.

## Filmographie sélective
| Année | Titre                | Rôle de Peter | Rôle de David | Notes |
| ----- | -------------------- | ------------- | ------------- | ----- |
| 1983  | D.C. Cab             | Buddy         | Buzzy         |       |
| 1987  | Les Barbarians       | Kutchek       | Gore          |       |
| 1989  | Think Big            | Rafe          | Victor        |       |
| 1992  | À chacun sa loi (en) | Peter Jade    | David Jade    |       |
| 1994  | Jumeaux jumeaux      | Peter Falcone | David Falcone |       |